# SNAV Campania
La SNAV Campania era una nave traghetto appartenuta con questo nome alla compagnia di navigazione italiana SNAV dal 2001 al 2010.

## Servizio
Varato il 5 luglio 1974 ai cantieri navali AG Weser di Bremerhaven con il nome di Norstar, il traghetto entrò in servizio nel dicembre dello stesso anno tra Hull e Rotterdam per conto della compagnia di navigazione anglo-olandese North Sea Ferries, insieme alla gemella Norland. Nel maggio 1987 entrambe le unità furono sottoposte a un intervento di allungamento, nel quale alle due navi fu aggiunto un troncone di circa venti metri, portando la lunghezza complessiva a 173 metri.
La Norstar rientrò in servizio a luglio dello stesso anno, cambiando il porto di approdo in Olanda da Rotterdam a Zeebrugge. Nel 1994 il traghetto fu sottoposto a ulteriori lavori di ristrutturazione per essere adeguato alle nuove normative SOLAS. Due anni più tardi la compagnia cambiò assetto societario, prendendo il nome di P&O North Sea Ferries, ma non vi furono conseguenze immediate per la nave. L'11 marzo 2001, durante un viaggio tra Hull e Zeebrugge, nella sala macchine del traghetto si sviluppò un incendio; nove mesi più tardi la nave fu venduta alla compagnia di navigazione italiana SNAV, tre mesi prima della gemella.
Rinominata SNAV Campania nel gennaio 2002, a partire da marzo dello stesso anno fu impiegata per collegare Napoli e Palermo insieme alla gemella SNAV Sicilia. Il 30 settembre 2010, con l'entrata in vigore di nuove normative SOLAS per la sicurezza di imbarcazioni con un ponte auto, il traghetto sospese i propri servizi; la compagnia non ritenne conveniente effettuare i lavori necessari per l'adeguamento del traghetto a queste regole e la nave fu venduta per la demolizione in India, partendo dall'Italia il 14 ottobre.

## Navi gemelle
- SNAV Sicilia (ex Norland)